# Нолье, Клод
Клод Нолье (фр. Claude Nollier; 12 декабря 1919, Париж, Франция — 12 февраля 2009, Булонь-Бийанкур) — французская актриса театра и кино.

## Биография
Родилась в 1919 году в Париже. С 1946 по 1951 год играла на ведущих ролях в Комеди Франсэз. Карьера в кино была достаточно скромной до 1950 года, когда на экраны вышел фильм Андре Кайата «Правосудие свершилось». В нём она сыграла красивую, умную и решительную женщину-врача, пошедшую ради умирающего в муках мужа на акт эвтаназии, не страшась последующего уголовного преследования. Последовали приглашения участия в создании интересных и разноплановых образов: коммунистки Ольги, от которой зависит жизнь или смерть героя в картине Жана-Поля Сартра «Грязные руки» (фр. Les Mains sales, 1951 год), графини Адели Тулуз-Лотрек из «Мулен Ружа», злобной золовки персонажа в исполнении Фернанделя в ленте «Весна, осень и любовь» (фр. Le printemps, l'automne et l'amour, 1955 год), латентной лесбиянки в жёстком и чувственном фильме «Сливовое лето» Льюиса Гилберта. Кроме ролей в кинематографе, много и с успехом играла в театре, неоднократно воплощала образ Жанны д’Арк в различных постановках.

## Избранная фильмография
| Год  |   | Русское название                | Оригинальное название              | Роль                                |
| ---- | - | ------------------------------- | ---------------------------------- | ----------------------------------- |
| 1947 | ф | Загадочный месье Сильвен        | Le mystérieux Monsieur Sylvain     | эпизод                              |
| 1950 | ф | Правосудие свершилось           | Justice est faite                  | Эльза Люнденштейн                   |
| 1950 | ф | Пигаль-Сен-Жермен-де-Пре        | Pigalle-Saint-Germain-des-Prés     | баронесса Симоне                    |
| 1952 | ф | Грязные руки                    | Le Fruit défendu                   | Арманда Бартелеми Пеллегрин         |
| 1952 | ф | Мулен Руж                       | Moulin Rouge                       | графиня Адели Тулуз-Лотрек          |
| 1953 | ф | Падшие ангелы                   | Les Anges déchus                   | Мария Мартелли                      |
| 1953 | ф | Тайны Версаля                   | Si Versailles m'était conté...     | Олимпия Манчини, графиня де Суассон |
| 1955 | ф | Если бы нам рассказали о Париже | Si Paris nous était conté          | Анна Австрийская                    |
| 1962 | ф | Дьявол и десять заповедей       | Le Diable et les Dix Commandements | настоятельница монастыря            |